# Nike Air Max 97

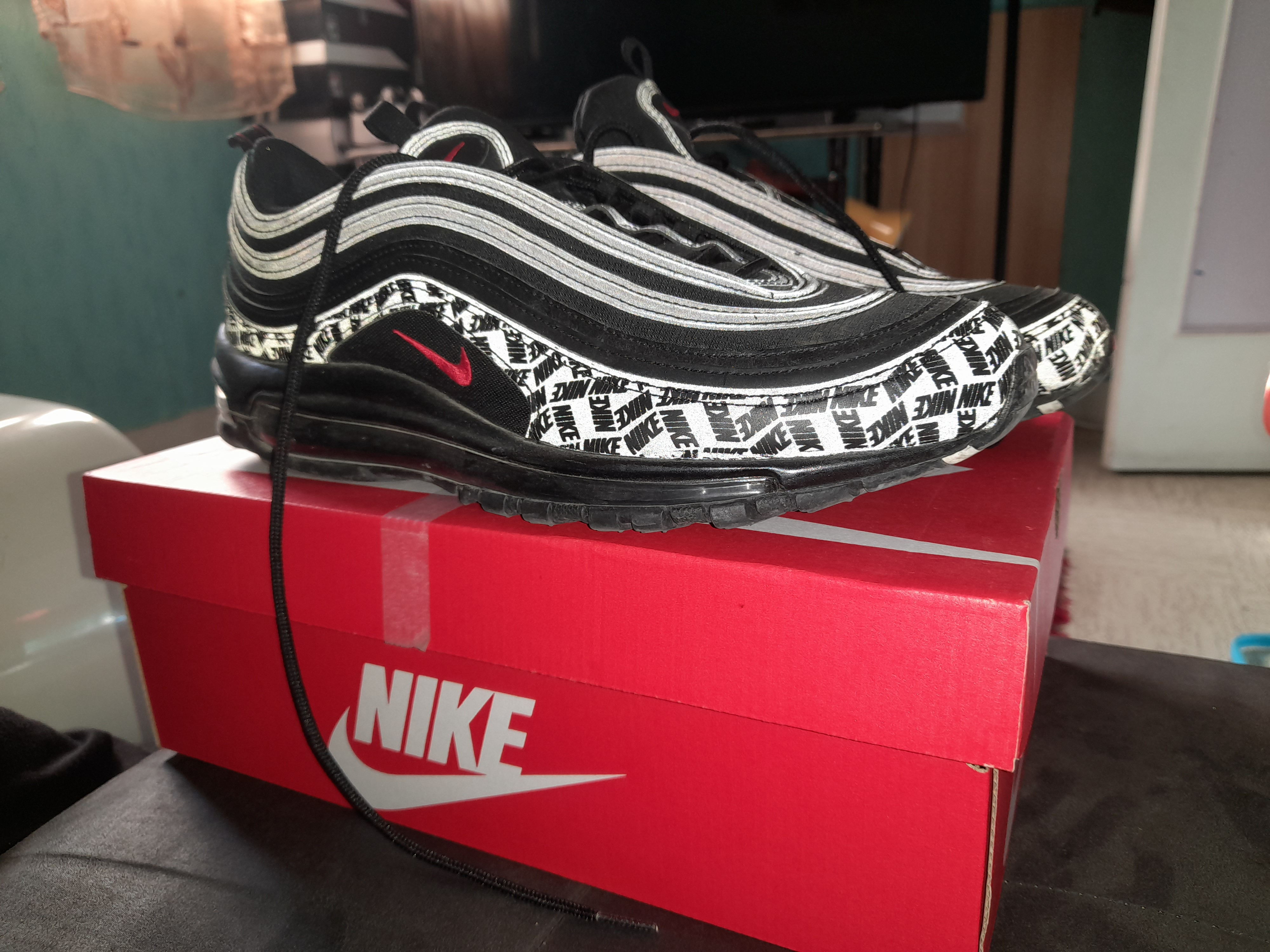
La Nike Air Max 97.

La Nike Air Max 97 fait partie de la gamme de chaussures Nike Air Max vendues et commercialisées par Nike.

## Aperçu
La Nike Air Max 97 est sortie pour la première fois en 1997. Le design de la chaussure est généralement considéré comme inspiré par le Shinkansen, mais le design a été inspiré par les vélos de montagne. La Air Max 97 a été la première chaussure de Nike à introduire de l'air sur toute sa longueur. La Air Max 97 a également introduit un système de laçage caché. En raison de l'influence des trains à grande vitesse japonais, la Air Max 97 de couleur argentée a été surnommée la « balle argentée ».

## Popularité et impact
Lors de sa sortie en 1997, la Air Max 97 était vendue au détail à 150 $, soit environ 10 $ de plus que ses prédécesseurs. La chaussure a connu une grande popularité en Italie, où elle a été rééditée en 2007 pour son 10e anniversaire.
L'année 2017 a marqué le 20e anniversaire de la Air Max 97. Nike a marqué l'occasion en sortant de nombreux coloris et collaborations.
En mars 2021, le rappeur Lil Nas X a collaboré avec la société de marketing viral MSCHF (en) pour lancer les Satan shoes, des chaussures Nike Air Max 97 noires à thème satanique, créées avec « 1 goutte de sang humain ». Limitées à 666 paires, ces chaussures ont suscité la controverse lors de leur sortie, ce qui a conduit Nike à intenter un procès à MSCHF,,. MSCHF avait déjà sorti les "Jesus Shoes", une gamme de chaussures Air Max 97 blanches contenant "60 cc d'eau bénite du Jourdain",.

## Air Max Day
Le 26 mars a été officiellement déclaré par Nike comme la journée Air Max. Lancée pour la première fois par Nike en 2014, l'entreprise a voulu mettre en avant la popularité de la Nike Air Max.